# Muhammad Ali (amerykański bokser)
Muhammad Ali (ur. jako Cassius Marcellus Clay Jr, 17 stycznia 1942 w Louisville, zm. 3 czerwca 2016 w Phoenix) – amerykański bokser. Mistrz świata w wadze ciężkiej (1964-1967, 1975-1978 i 1978-79).  Mistrzem świata wagi ciężkiej został wygrywając z Sonnym Listonem.
Zdobył złoty medal podczas XVII Letnich Igrzysk Olimpijskich w Rzymie (w finale pokonał Zbigniewa Pietrzykowskiego), później osiągnął wielką sławę jako bokser zawodowy. Jako pierwszy pięściarz w historii trzykrotnie zdobył tytuł mistrza świata wszechwag i skutecznie bronił go dziewiętnaście razy. Stoczył 61 walk, wygrał 56 pojedynków (z czego 37 przez nokaut). Poniósł 5 porażek. Pokonał 21 zawodników o tytuł mistrza świata wagi ciężkiej. Uważany za jednego z najlepszych pięściarzy, a także najważniejszych sportowców XX w..
Przeszedł na islam i znany był ze swych poglądów antywojennych, które wielokrotnie demonstrował w kontekście amerykańskiej interwencji w Wietnamie.
Zmagał się z chorobą Parkinsona.

## Życiorys

### Kariera amatorska
Cassius Marcellus Clay Jr. wychował się w rodzinie malarza billboardów, Cassiusa Claya Seniora, wraz z młodszym bratem, Rudolphem. Pierwszy kontakt z boksem Ali zawdzięcza policjantowi z Louisville Joe E. Martinowi, który skierował do salki bokserskiej 12-letniego, schodzącego na złą drogę, Cassiusa. Clay rozpoczął treningi z miejscowym trenerem, Fredem Stonerem. Pod kierownictwem Stonera Cassius Clay zdobył sześć tytułów Złotych Rękawic Kentucky, dwa tytuły Złotych Rękawic na szczeblu krajowym, tytuł mistrza krajowego, a w końcu, w wieku 18 lat, złoty medal w kategorii półciężkiej na Letnich Igrzyskach Olimpijskich 1960 w Rzymie. Bilans amatorskich walk to 100 zwycięstw i 5 porażek.

### Początek zawodowstwa

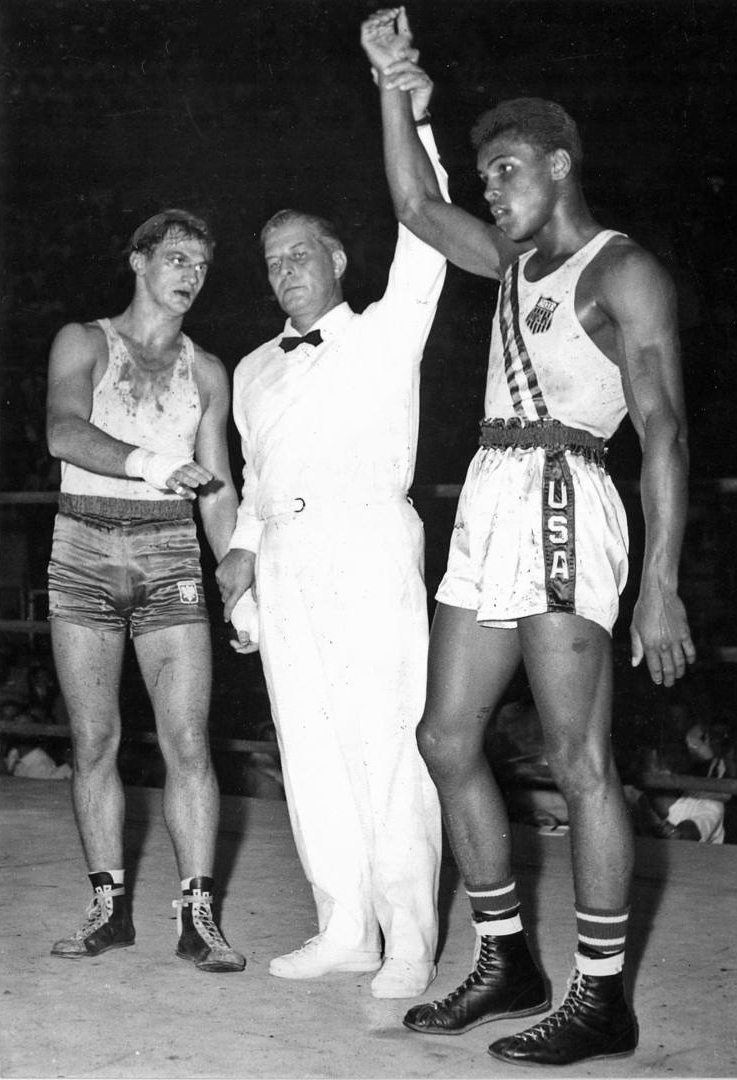
Zbigniew Pietrzykowski i Muhammad Ali, 1960

Zaraz po zdobyciu mistrzostwa olimpijskiego Clay przeszedł na zawodowstwo. Pierwszą profesjonalną walkę stoczył 29 października 1960 z Tunneyem Hunsakerem, wygrywając na punkty.
W latach 1960–1963 stoczył w sumie 19 walk, wygrywając wszystkie, w tym 15 przed czasem. Poznał w tym czasie swego późniejszego trenera, Angelo Dundeego.

### Zdobycie tytułu
Zdobył pierwszy tytuł mistrza świata w 1964, w wieku 22 lat, pokonując ówczesnego mistrza, Sonny’ego Listona. Mimo iż faworytem był Liston (Cassiusa Claya uważano głównie za mocnego w słowach), poddał się już w siódmej rundzie. Po zakończeniu walki Cassius Clay biegał po ringu, krzycząc do mikrofonów „I shook up the world” (pol. Wstrząsnąłem światem) oraz „I am the greatest” (pol. Jestem największy). Zdjęcia z walki obiegły cały świat.

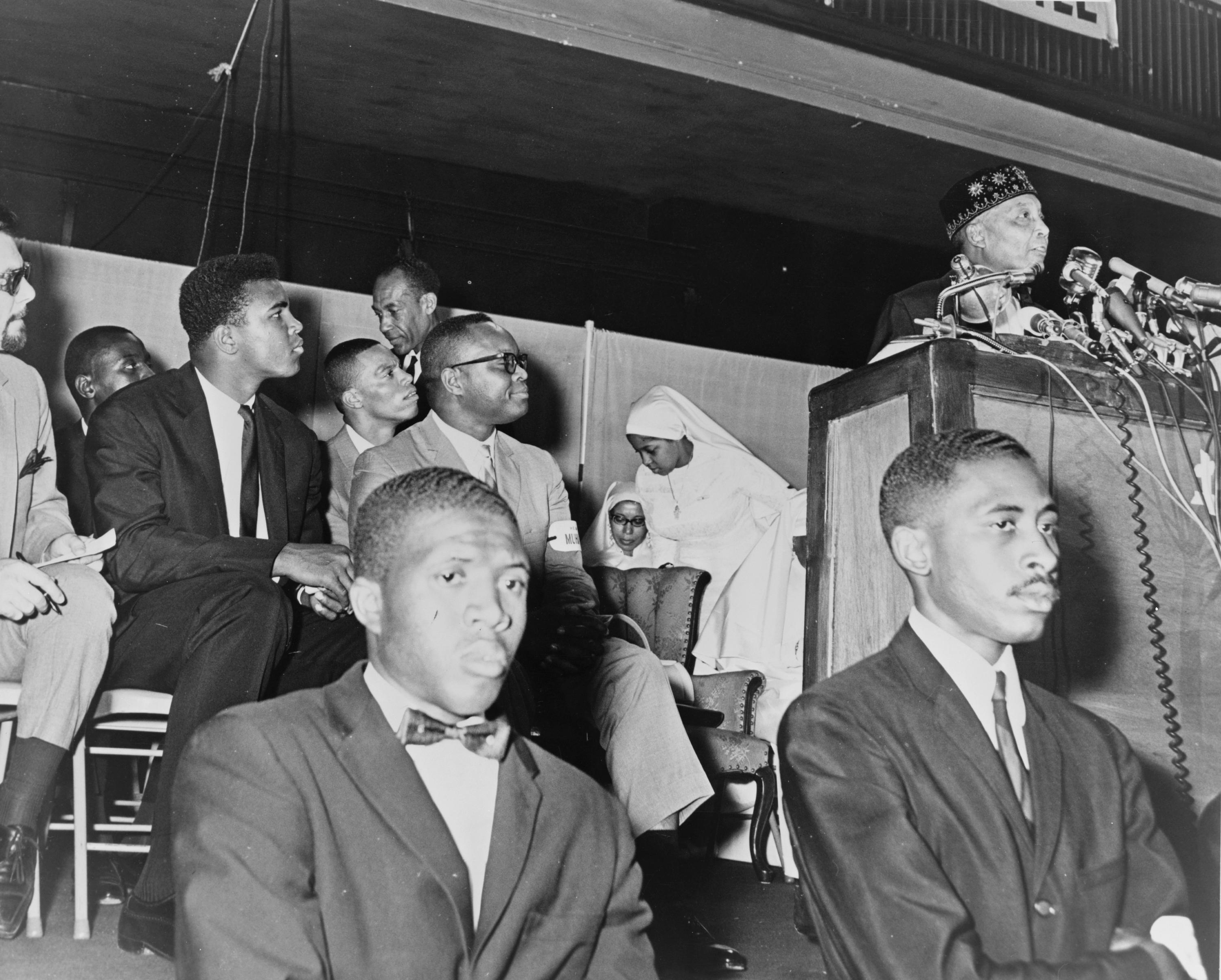
Naród Islamu, 1964

Po walce przystąpił oficjalnie do Nation of Islam, radykalnej organizacji czarnoskórych Amerykanów, wyznających islam, prowadzonych przez Malcolma X oraz Ellijaha Muhammada. Zrezygnował z nazwiska Cassius Clay – początkowo nazwał się Cassius X. Po tym, jak Ellijah Muhammad przezwał go „Ali”, przyjął nazwisko Muhammad Ali.
W rewanżu, rozegranym w maju 1965, Liston ponownie przegrał z Alim, tym razem znokautowany już w połowie pierwszej rundy. Szybki cios, który powalił Listona, pozostał niezauważony, nie tylko przez Listona, ale również przez sędziego i publiczność, dając podstawy podejrzeniom o manipulację. Choć w powtórkach telewizyjnych widać cios Alego, nokaut ten pozostaje kontrowersyjny do dziś.
Przez następne dwa lata Ali z powodzeniem bronił tytułu w walkach, m.in. z Floydem Pattersonem, niemieckim mistrzem Europy Karlem Mildenbergerem, George’em Chuvalo, Henrym Cooperem, Brianem Londonem, Clevelandem Williamsem, Erniem Terrellem i Zorą Folleyem.
Ali był nadzwyczajnie szybki, prowokował swoich przeciwników opuszczając ręce podczas walki oraz przez specyficzny taniec na ringu. Kombinacją nóg zwaną „Ali Shuffle” (pol. Przekładanka Alego) zadziwiał nie tylko publiczność, ale i samych przeciwników, którym rzadko dawał się zapędzić do narożnika.

### Zakaz pracy 1967–1970

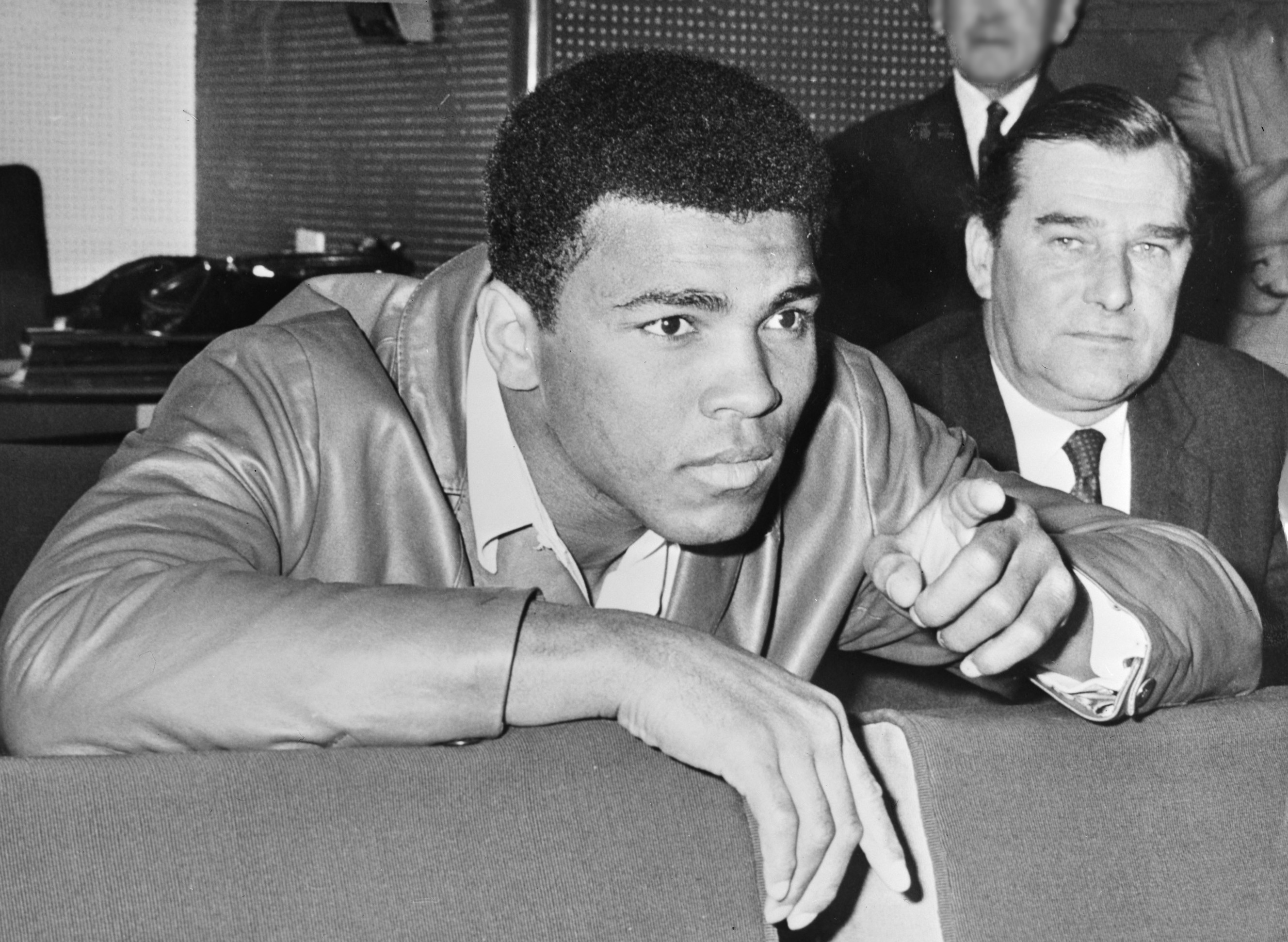
Muhammad Ali, 1966

Po odmowie odbycia służby wojskowej 28 kwietnia 1967 (okres wojny wietnamskiej), komisje bokserskie pozbawiły go tytułu i licencji bokserskiej. 20 czerwca 1967 został osądzony przez ławę przysięgłych w Houston, federalny sędzia okręgowy Joe E. Ingraham skazał Alego na pięć lat więzienia i grzywnę w wysokości 10 000 dolarów, pozostając na wolności dzięki wpłaceniu kaucji (zabrano mu paszport). Muhammad i jego prawnicy przez kolejne cztery lata odwoływali się od wyroku.
Nie mogąc walczyć na ringu, ani opuszczać terytorium USA, zarabiał na życie jako propagator islamu, brał udział w reklamach, przedstawieniach telewizyjnych oraz teatralnych (wystąpił w musicalu Broadway jako Buck White). Jako bokser mógł stoczyć jedynie zainscenizowaną dla kamer walkę przeciwko wielkiemu poprzednikowi, byłemu mistrzowi świata w latach 1952–1956, Rocky’emu Marciano.
W czasie gdy wojna w Wietnamie stawała się coraz bardziej niepopularna, Ali wygłaszał przemówienia na kampusach uniwersyteckich, stając się bohaterem antywojennym i walczących o prawa obywatelskie..
W 1970 ponownie uzyskał licencję bokserską w stanie Georgia (jedynym stanem nie podlegającym pod komisję bokserską).
28 czerwca 1971 Sąd Najwyższy Stanów Zjednoczonych jednogłośną decyzją unieważnił wyrok skazujący Alego na karę pozbawienia wolności.

### Powrót na ring w 1970
26 października 1970 w Atlancie Muhammad Ali powrócił na ring, wygrywając z Jerrym Quarrym w 3. rundzie przez nokaut. W tym samym roku walczył jeszcze z Oscarem Bonaveną, pokonując go przez nokaut w 15 rundzie.

### Pierwsze porażki
8 marca 1971 Ali spotkał się z Joe Frazierem legitymującym się bilansem 26–0. Walka w Madison Square Garden pomiędzy dwoma niepokonanymi bokserami została nazwana „Pojedynkiem stulecia” i do dziś pozostaje w annałach zawodowego boksu. W finałowej 15 rundzie zwycięstwo odniósł Frazier dzięki przewadze punktowej (jednogłośna decyzja), tym samym przerywając passę 31 kolejnych zwycięstw Alego.
Po następnych 10 wygranych w latach 1971–1973, w tym sześciu przed czasem (w pokonanym polu pozostawił m.in. George’a Chuvalo i Floyda Pattersona), Ali spotkał się 31 marca 1973 z Kenem Nortonem. Norton w tym pojedynku doprowadził do drugiej porażki Alego, łamiąc mu szczękę.

### Szczyt kariery
Pół roku później Ali zrewanżował się Nortonowi, pokonując go na punkty. Po zwycięstwie w rewanżu nad kolejnym pretendentem, Joe Frazierem, w styczniu 1974, mógł zmierzyć się już z aktualnym mistrzem świata wszechwag, George’em Foremanem i walczyć o odzyskanie tytułu. Walka, zorganizowana przez Dona Kinga w stolicy Zairu, Kinszasie, została nazwana „The Rumble in the Jungle” (pol. Bijatyka w dżungli). Ali przyjął w tym spotkaniu niezwykłą taktykę. Wiedząc o tym, że Foreman zwykle wygrywał przez nokaut w pierwszych rundach, przez siedem pierwszych odsłon pozostawał w defensywie. Opierał się o liny i przyjmował wszystkie ciosy Foremana na gardę, odpowiadając z rzadka ciosami prostymi. W ósmej rundzie Foreman był już krańcowo zmęczony, wtedy zupełnie nieoczekiwanie Ali błyskawicznie zaatakował, bezdyskusyjnie nokautując mistrza.
Po walce obaj zawodnicy zaprzyjaźnili się. Film dokumentalny When We Were Kings (pol. Gdy byliśmy królami) autorstwa Leona Gasta, zdobył w 1996 Oscara w kategorii Film Dokumentalny. Podczas wręczenia nagrody na scenie pojawili się obaj dawni adwersarze, przy czym Foreman pomógł wchodzić po schodach cierpiącemu na chorobę Parkinsona Alemu, ilustrując przyjaźń między sportowcami.
Walka stała się inspiracją dla twórców kultury: Norman Mailer, który był wśród dziennikarzy obsługujących spotkanie, napisał w 1975 książkę pt. The Fight (pol. Walka). Grupa Jethro Tull nagrała w 1974 piosenkę „Bungle in the Jungle”, podobnie jak Fugees (wraz z A Tribe Called Quest, Busta Rhymes i Johnem Forté) – „Rumble in the Jungle”, zaś Johnny Wakelin w 1976 piosenkę „In Zaire”. 
W 2002 walka ta została uznana za 7. największe wydarzenie sportowe w rankingu Channel 4's „100 Greatest Sporting Moments”.
Rękawice i szlafrok Muhammada Ali noszone w tej walce znajdują się obecnie w National Museum of American History w Smithsonian Institution.

### Schyłek kariery
1 października 1975 Don King z wielkim rozmachem zorganizował następną walkę Alego, znów w egzotycznej scenerii, tym razem w Manili, a przeciwnikiem był Joe Frazier. Po morderczej 14-rundowej „Thrilla in Manila”, rozgrywanej w olbrzymim upale, Ali zwyciężył, gdyż Frazier nie mógł wznowić walki (miał tak zapuchnięte oczy, że nie widział i jego trener poddał walkę).
Po trzech walkach rozegranych w 1976 (w tym ostatniej zakończonej przed czasem z Richardem Dunnem), Ali wystąpił w pojedynku wrestlerskim z mistrzem tej sztuki Antonio Inokim. Po 15 rundach pojedynek zakończył się remisem, ale Ali odniósł poważne obrażenia nóg. Potem stoczył jeszcze 3 zwycięskie pojedynki, w tym ze starym przeciwnikiem Kenem Nortonem. W lutym 1978 stracił tytuł, przegrywając z mistrzem olimpijskim z Montrealu z 1976 Leonem Spinksem. Co prawda odzyskał tytuł pół roku później, rewanżując się Spinksowi, ale było to już ostatnie jego zwycięstwo. Ogłosił przejście na emeryturę 27 czerwca 1979, ale wrócił w 1980, chcąc odzyskać tytuł, walcząc z Larry Holmesem. Nie dotrwał do końca pojedynku, trener Dundee poddał go po 10 rundach. Także ostatnia walka Alego, 11 grudnia 1981 z Trevorem Berbickiem zakończyła się przegraną.
W 1984 zdiagnozowano u niego chorobę Parkinsona.

### Śmierć
Zmarł 3 czerwca 2016 w wyniku wstrząsu septycznego, po pięciodniowym pobycie w szpitalu w Arizonie, do którego trafił z infekcją układu oddechowego. Został pochowany na lokalnym cmentarzu 10 czerwca 2016.

## Życie rodzinne
Był czterokrotnie żonaty, miał dziewięcioro dzieci – siedem córek i dwóch synów. Jego pierwszą żoną była kelnerka Sonji Roi (1964–1966). Z drugą żoną Belindą Boyd (po przejściu na islam zmieniła imię na Khalilah Ali) miał czworo dzieci – córki Maryum (ur. 1968), bliźniaczki Jamillah i Rashedę (ur. 1970) oraz syna Muhammada Ali Jr. (ur. 1972). Ich małżeństwo trwało od 1967 do 1977. Trzecią żoną boksera była aktorka i modelka Veronica Porche (1977–1986), która jeszcze przed ślubem urodziła ich dwie córki: Hanę (ur. 1975) i Veronicę (ur. 1976). W 1977 przyszła na świat jego najbardziej znana córka – Laila (która od 1999 występuje z sukcesami na ringu).
W 1986 ożenił się po raz czwarty: małżonką została Yolanda „Lonnie” Williams. Wspólnie adoptowali syna – Asaada.
Miał także dwie córki – Miyę i Khaliah z innymi partnerkami.

## Odznaczenia
- 2005 (styczeń) — Prezydencki Medal Obywatelski
- 2005 (listopad) — Prezydencki Medal Wolności

## Wyróżnienia i wpływ na popkulturę
Został uznany za pięściarza roku przez „Ring Magazine” najwięcej razy w historii. Jest jednym z zaledwie trzech bokserów wybranych sportowcem roku przez magazyn „Sports Illustrated”. W 1993 agencja Associated Press podała, że Ali wraz z Babe Ruthem jest najbardziej rozpoznawanym sportowcem Ameryki.
W 1990 został wprowadzony do International Boxing Hall of Fame.
W 1996 miał zaszczyt zapalić znicz olimpijski Igrzysk Olimpijskich rozgrywanych w Atlancie.
W 1997 otrzymał Arthur Ashe Courage Award. W 1999 stacja BBC w dorocznym programie BBC Sports Personality of the Year otrzymał tytuł Sportowca Stulecia.
W 2001 Michael Mann zrealizował film biograficzny Ali, z Willem Smithem w roli tytułowej. Smith i Jon Voight byli nominowani do Nagród Akademii Filmowej.
W listopadzie 2002 spędził trzy dni w Afganistanie jako „Posłaniec Pokoju Narodów Zjednoczonych”.
9 listopada 2005 otrzymał Medal Wolności, a 17 grudnia 2005 Otto Hahn Peace Medal in Gold, przyznany przez Stowarzyszenie Narodów Zjednoczonych w Niemczech (United Nations Association of Germany), w uznaniu wkładu Alego na rzecz ruchu praw człowieka.